# 洗泽乡
洗泽乡，是中华人民共和国四川省绵阳市盐亭县曾经下辖的一个乡。2019年12月，撤销洗泽乡，将其所属行政区域划归金孔镇管辖。

## 行政区划
洗泽乡撤销前下辖以下地区：
场镇社区、蟠龙村、檬垭村、万合村、油房村、石牛庙村、玉印村、天生村、白兔垭村、穿井沟村、冯家桥村、佛龙村、沙溪村、金石村、利农村、凤凰村、石道村、石滩村和玉清村。